# 勖实带
勖实带，元朝将领、诗人。蒙古克烈氏，一作回回人。炮手千户昔里吉思之孙，兀都的儿子。
元世祖至元年间，袭职千户。跟随丞相伯颜南下攻打南宋，勖实带历任武义将军、武德将军，官至河南伊川鸣皋镇回回炮手军总管。勖实带喜读书，战争时，不争掠夺的金帛财物，只是拿取数百卷图书，允许被俘儒士赎回。灭南宋后，他回军屯守闻喜。晚年，喜欢性理之学，改名士希，字及之。作为儒学教育家，建书院以教文士。与名士陈天祥、姚燧等人交住颇多。有诗作五百余篇，号称《伊东拙稿》。其子慕颜铁木建稽古阁，藏书万卷。元仁宗延祐年间，赐名“伊川书院”。由翰林直学士薛友谅撰文，集贤学士赵孟頫题书。又说他的诗集实际上是出自其子之手。